# Dialetos da língua portuguesa
A língua portuguesa possui uma relevante variedade de dialetos, com uma acentuada diferença lexical entre suas duas principais vertentes, europeia e brasileira. Tais diferenças, entretanto, geralmente não prejudicam a inteligibilidade entre os locutores de diferentes dialetos.
Mesmo com a independência das antigas colônias africanas, o português padrão de Portugal é o padrão preferido pelos países africanos de língua portuguesa. Logo, o português apenas tem dois dialetos de aprendizagem, o europeu e o brasileiro. Note que, no português europeu há três dialetos mais prestigiados: o do Porto, o de Coimbra e o de Lisboa.
As diferenças entre as formas escritas do português europeu e brasileiro ocorrem de maneira semelhante, e são frequentemente comparadas às do inglês britânico e americano, embora se acreditasse que as divergências ortográficas ocorriam com uma frequência um pouco maior nos dois dialetos escritos do português até uma nova ortografia padrão entrar em vigor na década de 2010. Também são observadas diferenças na sintaxe e na construção das palavras, não diretamente relacionadas à ortografia. Além disso, houve tentativas de unificar as duas variações escritas, sendo a mais recente delas o Acordo Ortográfico de 1990, que só começou a vigorar na década de 2000 e ainda está em implementação em alguns países.

## Principais divisões

### Europa
O português europeu padrão é também conhecido como estremenho ou português de Portugal. Mesmo assim, todos os aspectos e sons de todos os dialetos de Portugal podem ser encontrados nalgum dialeto no Brasil. O português africano, em especial o português santomense tem muitas semelhanças com o português de algumas regiões do Brasil. Também os dialetos do sul de Portugal apresentam muitas semelhanças, especialmente o uso intensivo do gerúndio. No Norte, o alto-minhoto e o transmontano são muito semelhantes ao galego. Os dialetos de Portugal podem ser divididos em dois grandes grupos:
- Os dialetos do norte são caracterizados por preservar a pronúncia de "ei" e "ou" como ditongos [ei̯], [ou̯], e por algumas vezes terem mesclado /v/ com /b/ (como em espanhol). Incluem o dialeto do Porto, a segunda maior cidade de Portugal. A região norte de Portugal é considerada o berço da língua portuguesa.
- Os dialetos do sul e do centro são amplamente caracterizados por preservar a distinção entre /b/ e /v/, e pela tendência de monotongar "ei" e "ou" para [e̞] e [o̞]. Incluem o dialeto da capital, Lisboa, mas tem algumas peculiaridades próprias. Embora os dialetos dos arquipélagos atlânticos dos Açores e da Madeira tenham características únicas, também podem ser agrupados com os dialetos do sul.

Dentro de cada uma dessas regiões, entretanto, há mais variações, especialmente na pronúncia. Por exemplo, em Lisboa e arredores, o ditongo "ei" é centralizado em [ɐi̯] em vez de ser monotongizado, como no sul. Geralmente acredita-se que os dialetos do Brasil, África e Macau são derivados principalmente daqueles do centro e sul de Portugal.

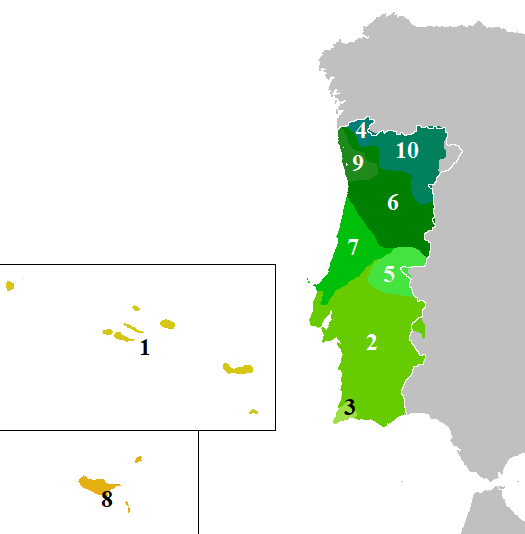
Dialetos de Portugal.
1 - Açoriano
2 - Alentejano
3 - Algarvio
4 - Alto-Minhoto
5 - Baixo-Beirão ou Alto-Alentejano
6 - Beirão
7 - Estremenho
8 - Madeirense
9 - Baixo Minhoto-Duriense
10 - Transmontano

- 1 - Açoriano (ouvir) - Falado na Região Autónoma dos Açores (capitais: Ponta Delgada, Horta e Angra do Heroísmo).
- 2 - Alentejano (ouvir) - Falado na Região do Alentejo e em grande parte da Região do Algarve, no sul de Portugal Continental. É o dialecto de Faro (capital da região dos Algarves) e de Évora (capital da Região do Alentejo).
- 3 - Algarvio (ouvir) - Falado numa pequena porção da parte ocidental da Região do Algarve
- 4 - Alto-minhoto (ouvir) - Falado no extremo norte da antiga província histórica do Minho, mais precisamente no norte do Distrito de Braga (interior) e no norte e nordeste do Distrito de Viana do Castelo, áreas integrantes da atual Região do Norte de Portugal Continental
- 5 - Baixo-beirão ou alto-alentejano (ouvir)  - Falado nas antigas províncias históricas de Alto Alentejo (áreas mais setentrionais) e de Beira Baixa, com estas áreas hoje integrando o interior da Região do Centro de Portugal Continental
- 6 - Beirão (ouvir) - Falado na antiga província histórica de Beira , área que atualmente integra a atual Região do Centro de Portugal Continental.
- 7 - Estremenho (ouvir) - Falado nas antiga províncias históricas de Extremadura (depois dividida em Extremadura e Ribatejo) e de Beira Litoral, áreas que atualmente integram a atual Área Metropolitana de Lisboa e o litoral da Região do Centro de Portugal Continental. É o dialecto falado em Coimbra (capital da Região do Centro) e Lisboa (capital da Área Metropolitana de mesmo nome e também capital nacional). Pode ser subdividido em lisboeta e coimbrão. "Dialecto Estremenho" é uma denominação disputada, como Coimbra e não faz parte da "Estremadura", e o dialecto de Lisboa tem algumas características peculiares que não só não são partilhadas com o de Coimbra, mas também significativamente distintas e reconhecíveis pela maioria dos falantes nativos de outras partes de Portugal. Pode ser considerado o equivalente português do Received Pronunciation do inglês britânico.
- 8 - Madeirense - Falado na Região Autônoma da Madeira (capital: Funchal)
- 9 - Dialecto Baixo Minhoto-Duriense (ouvir) -  Falado na província histórica de Entre Douro e Minho, que se dividiu depois em Minho e Douro, renomeada depois de Douro Litoral. Após a sua extinção a área é atualmente integrante da Região do Norte de Portugal Continental. É o dialecto falado no Porto, capital da Região do Norte.
- 10 - Transmontano (ouvir) - Falado na província histórica de Trás-os-Montes (depois renomeada como Trás-os-Montes e Alto Douro). Após sua extinção atualmente integra a Região do Norte de Portugal Continental.

### América
Os dialetos brasileiros são divididos em grupos do norte e do sul, os dialetos do norte tendem a vogais pré-tônicas ligeiramente mais abertas. Os dialetos de São Paulo e do Rio de Janeiro tiveram alguma influência no resto do país devido ao seu domínio econômico e cultural. No entanto, a migração dos estados do Norte para os estados do Sul faz com que a influência seja um fenómeno de mão dupla. As questões culturais também desempenham o seu papel. Os falantes do dialeto gaúcho, por exemplo, geralmente têm fortes sentimentos sobre sua própria maneira de falar e não são influenciados pelos outros sotaques. Além disso, as pessoas das cidades do interior dos três estados do sul costumam falar com um sotaque alemão, italiano ou polonês muito notável, e entre os habitantes da Ilha de Santa Catarina (ou seja, Florianópolis insular), o dialeto português açoriano, em sua variante local, predomina.
No Brasil, o dialeto do Rio de Janeiro e o de Brasília são dominantes nos meios de comunicação; a língua escrita padrão é quase idêntica à de Portugal, com diferenças pontuais (como o abandono quase completo da mesóclise). Atores e jornalistas costumam adotar uma norma-padrão não oficial, originalmente derivada dos dialetos da classe média do Rio de Janeiro e Brasília, mas agora abrange pronúncias urbanas de diferentes comunidades do Sudeste.

Entre o português brasileiro, particularmente nas suas variedades mais informais, e o português europeu, podem haver diferenças notáveis na gramática, além das diferenças na pronúncia e no vocabulário. Os mais proeminentes dizem respeito à colocação de pronomes clíticos e ao uso de pronomes sujeitos como objetos na terceira pessoa. Inflexões não padronizadas também são comuns no português brasileiro coloquial. Uma conversa entre falantes de ambas as variantes é perfeitamente compreensível, tal como acontece entre falantes do inglês do Reino Unido e o dos Estados Unidos, entre um falante do espanhol da Espanha e outro da América Espanhola, ou entre um falante de francês da França e outro do Canadá.

Dialetos do português brasileiro 1 - Caipira
2 - Costa norte
3 - Baiano
4 - Fluminense
5 - Gaúcho
6 - Mineiro
7 - Nordestino
8 - Nortista
9 - Paulistano
10 - Sertanejo
11 - Sulista
12 - Florianopolitano
13 - Carioca
14 - Brasiliense
15 - Serra amazônica
16 - Recifense
17 - Amazônico Ocidental

- 1 - Caipira - Falado nos estados de São Paulo (mais acentuadamente no interior e na zona rural); sul de Minas Gerais, norte do Paraná (que durante a era colonial e imperial integrava São Paulo antes de ser desmembrado em 1853) e sudeste de Mato Grosso do Sul. Costuma-se dizer que o caipira surgiu pela descrioulização da língua brasílica e da língua geral paulista, então falada em quase todo o que hoje é São Paulo, uma antiga língua franca na maior parte do Centro-Sul contemporâneo do Brasil antes do século XVIII, trazido pelos bandeirantes, colonos portugueses (ou luso-brasileiros filhos e netos de portugueses) que foram pioneiros do interior do Brasil Colonial, intimamente relacionado com seu homólogo nortenho Nheengatu, e é por isso que o dialeto apresenta muitas diferenças gerais de outras variantes da língua. Apresenta diferenças notáveis em comparação com outros dialetos brasileiros em fonologia, prosódia e gramática, muitas vezes estigmatizados como fortemente associados a uma variante inferior, agora principalmente rural.[2][3][4][5][6][7]
- 2 - Costa Norte ou Cearense, um dialeto falado mais acentuadamente nos estados do Ceará (e na capital Fortaleza) e Piauí. A variante do Ceará inclui traços bastante distintivos que compartilha com a falada no Piauí, como fonologia e vocabulário regionais distintos (por exemplo, um processo de desbucalização mais forte que o do restante do português, um sistema diferente de harmonia vocálica que abrange o Brasil do dialeto fluminense e mineiro à amazofonia, mas é especialmente prevalente no nordestino, uma coda de palatalização sibilante muito coerente como as de Portugal e do Rio de Janeiro, mas permitida em menos ambientes do que em outros sotaques nordestinos, uma maior presença de palatalização do stop dentário a palato-alveolar em comparação com outros sotaques nordestinos, entre outros, bem como um grande número de palavras portuguesas arcaicas).[8][9][10][11][12][13]
- 3 - Baiano - falado predominantemente na Bahia, mas utilizado em regiões de Sergipe e de Minas Gerais.[14] Possui duas variantes principais, que são o soteropolitano-litorâneo (mais ao leste, norte e oeste) e o catinguês (mais ao centro e sul);[15] Semelhante ao nordestino, possui um ritmo silábico cronometrado muito característico e maior tendência a pronunciar vogais átonas como médias abertas [ɛ] e [ɔ]. É falado em Salvador (capital da Bahia) e Aracaju (capital de Sergipe)
- 4 - Fluminense ou sudestino (ouvir) - dialeto usado principalmente no Espírito Santo, na região serrana e no norte do estado do Rio de Janeiro, com falantes no sudeste de Minas Gerais;.[14]. O Fluminense formou-se nessas áreas anteriormente de dialeto caipira devido à influência gradual dos migrantes europeus, fazendo com que muitas pessoas distanciassem sua fala do dialeto original e incorporassem novos termos. Fluminense às vezes é chamado de carioca, porém carioca é um termo mais específico que se refere ao sotaque da Grande Rio de Janeiro por falantes do dialeto fluminense.[16] É falado em Vitória, capital do Espírito Santo.
- 5 - Gaúcho ou guasca - predominantemente no Rio Grande do Sul, contudo falado em regiões de Santa Catarina;[14] Os sotaques distintos do Rio Grande do Sul são muitos, principalmente devido ao grande afluxo de imigrantes europeus de diversas origens que se estabeleceram em colônias por todo o estado, e à proximidade com nações de língua espanhola. A palavra gaúcho em si é um empréstimo do espanhol para o português de obscuras origens indígenas ameríndias. É falado em Porto Alegre, capital do Rio Grande do Sul.
- 6 - Mineiro ou montanhês - utilizado principalmente nas regiões central e leste de Minas Gerais. Assim como a região do dialeto fluminense, sua região associada era antigamente uma terra escassamente povoada onde se falava o dialeto caipira, mas a descoberta de ouro e pedras preciosas tornou-a a região mais próspera do Império Português, o que atraiu colonos da metrópole portuguesa, plebeus de outras partes do Brasil e seus escravos africanos. As áreas sudoeste, sudeste e norte do estado têm uma fala bastante distinta, na verdade aproximando-se de caipira, fluminense (popularmente chamado, muitas vezes pejorativamente, de "carioca do brejo") e baiano, respectivamente. Áreas que incluem os arredores de Belo Horizonte têm um sotaque distinto. É falado em Belo Horizonte, capital de Minas Gerais.
- 7 - Nordestino (ouvir) - falado em boa parte dos interiores da Região Nordeste do Brasil,[14] como em Pernambuco, Alagoas, Paraíba, Rio Grande do Norte, parte de Sergipe, parte do Piauí, parte do Maranhão, sul do Ceará e norte da Bahia.[17] Possui diferenças linguísticas - subdialetos, sendo os três principais: litorâneo, ou oriental, se estendendo desde Aracaju até Natal; do interior, falado nas regiões do agreste e da caatinga; e dos cocais (ocidental), falado em partes do Piauí e do Maranhão; Nos séculos XIX e XX e especialmente na área que inclui e circunda o sertão (a terra seca depois do Agreste) de Pernambuco e do sul do Ceará, poderia soar menos compreensível para falantes de outros dialetos portugueses do que o galego ou o espanhol rioplatense, e hoje em dia é menos distinto de outras variantes nas cidades metropolitanas ao longo da costa. É falado em Maceió (capital de Alagoas), João Pessoa (capital da Paraíba), Natal (capital do Rio Grande do Norte), Teresina (capital do Piauí), São Luís (capital do Maranhão).
- 8 - Nortista - Falado na antiga província do Grão-Pará, ou seja utilizado em todos os estados da bacia do rio Amazonas (exceptuando-se somente a região do arco do desflorestamento).[14] Considera-se que tenha até seis variantes internas: o cametaês, utilizado na região de Cametá e em algumas regiões da Ilha do Marajó; o bragantinês, falado na microrregião Bragantina; o metropolitano amazônico, falado nas capitais Belém, Manaus e Porto Velho e em suas regiões metropolitanas, e; as três zonas de contato fronteiriço oiapoquês,[18] roraimês[19] e acreanês.[20] Antes do século XX, a maior parte da população nordestina que fugia das secas e da pobreza associada instalou-se aqui, pelo que tem algumas semelhanças com o dialeto português ali falado. A fala nas cidades de Belém (capital do Pará) e Manaus (capital do Amazonas) e arredores tem um sabor mais europeu em fonologia, prosódia e gramática. Também é falado em Boa Vista (capital de Roraima) e Macapá (capital do Amapá)
- 9 - Paulistano - utilizado basicamente na Macrometrópole de São Paulo (com exceção dos municípios falantes do dialeto caipira);[14] Variantes faladas na Grande São Paulo (capital do estado de mesmo nome) em sua definição máxima e em áreas mais a leste do estado de São Paulo, bem como talvez "fala educada" de qualquer lugar do estado de São Paulo (onde coexiste com o caipira). Caipira é o socioleto sertanejo de grande parte da metade Centro-Sul do Brasil, hoje conservador apenas nas áreas rurais e associado a elas, que tem um prestígio historicamente baixo em cidades como Rio de Janeiro, Curitiba, Belo Horizonte, e até alguns anos atrás, na própria São Paulo. A sociolinguística, ou o que por vezes é descrito como "preconceito linguístico", muitas vezes correlacionado ao classismo,[21][22][23] é tema polêmica em todo o país desde os tempos de Adoniran Barbosa. Além disso, o sotaque “paulistano” foi fortemente influenciado pela presença de imigrantes na cidade de São Paulo, principalmente dos italianos.
- 10 - Sertanejo - utilizado nos estados de Goiás, sul de Mato Grosso e em parte do Mato Grosso do Sul.[14] Está mais perto de mineiro, caipira, nordestino ou nortista dependendo da localização. É falado em Cuiabá (capital de Mato Grosso), Goiânia (capital de Goiás) e Campo Grande (capital do Mato Grosso do Sul)
- 11 - Sulista - utilizado em todo o Paraná, com exceção da região norte, praticamente todo o estado de Santa Catarina e no extremo sul do estado de São Paulo.[14] A cidade de Curitiba (capital do Paraná) tem um sotaque bastante distinto, e uma maioria relativa de falantes ao redor e em Florianópolis também fala essa variante (muitos falam florianopolitano, relacionado aos dialetos do português europeu falados nos Açores e na Madeira). A fala do norte do Paraná é mais próxima da do interior paulista.
- 12 - Florianopolitano ou manezês - é um dialeto, derivado do sulista e do gaúcho e com características do dialeto açoriano, utilizado na Região Metropolitana de Florianópolis (capital de Santa Catarina) e em regiões do litoral catarinense.[14] Considerada um continuum entre aqueles cuja fala mais se assemelha aos dialetos sulistas e aqueles cuja fala mais se assemelha à fluminense e ao açoriano/madeirense.
- 13 - Carioca - na cidade do Rio de Janeiro (capital do estado de mesmo nome), e em sua região metropolitana;[14] Não um dialeto, mas socioletos da variante fluminense falados em uma área que corresponde aproximadamente ao Grande Rio de Janeiro. Surgiu depois que os habitantes locais entraram em contato com a aristocracia portuguesa em meio à fuga da família real portuguesa no início do século XIX. Na verdade, há um continuum entre o sotaque vernáculo campestre e o socioleto carioca, e a norma culta (que mais se assemelha a outros padrões do português brasileiro, mas com marcadas influências portuguesas recentes, as mais próximas entre os dialetos do país junto com o florianopolitano), de modo que nem todos os nativos do estado do Rio de Janeiro falam o referido socioleto, mas a maioria dos falantes cariocas usará a variante padrão não influenciada por ele, que é bastante uniforme em todo o Brasil dependendo do contexto (ênfase ou formalidade, por exemplo).
- 14 - Brasiliense - dialeto utilizado em Brasília (capital federal do Brasil) e em sua área metropolitana.[24] Não é considerado um dialeto, mas sim uma variante regional - muitas vezes considerada mais próxima do fluminense do que o dialeto comumente falado na maior parte de Goiás, o sertanejo.
- 15 - Dialeto da serra amazônica[25] ou do arco do desflorestamento - utilizado no sul e leste da região Amazônica (nas regiões montanhosas, por isso Serra Amazônica): centro e sul de Rondônia, norte de Mato Grosso, oeste, centro e norte do Tocantins, sudoeste do Maranhão e sudeste do Pará. São marcantes as diferenças entre o dialeto desta região e o da bacia amazônica; Conhecido em sua região como o "sotaque dos migrantes", tem semelhanças com o caipira, o sertanejo e muitas vezes o sulista que o diferenciam da amazofonia (no grupo oposto de dialetos brasileiros, no qual está colocado ao lado do nordestino, baiano, mineiro e fluminense). É o dialeto mais recente, que surgiu pela fixação de famílias de diversas outras regiões brasileiras atraídas pela oferta de terras baratas em áreas recentemente desmatadas. É falado em Porto Velho (capital de Rondônia) e Palmas (capital do Tocantins)
- 16 - Recifense ou mateiro - utilizado na Região Metropolitana do Recife, capital do Estado de Pernambuco, e em áreas próximas;[14]
- 17 - Amazônico Ocidental — utilizado na região amazônica ocidental extrema, nomeadamente: Sudoeste Amazonense, incluindo a região de Boca do Acre e em todo o Estado do Acre, que compartilham aspectos históricos-culturais importantes, como, uma vez pertencendo a Confederação Peru-Boliviana, o Primeiro Ciclo da Borracha e o Fuso Horário do Acre, sociologicamente, é considerada uma região homogênea. Diferentemente do dialeto tradicional do Norte, em que a realização fonética do "s" sempre tem o som de ch, na Amazônia Ocidental brasileira, haverá apenas o som de ch cujas palavras o "s" estão no meio de a palavra, como exemplos; costa, festa ou destino, bem como o observado em dialeto do litoral norte. Dentro do interior brasileiro, é uma das poucas áreas onde a realização fonética do "r" se assemelha às observadas no dialeto carioca (aberto), outros exemplos onde esse fenômeno é observado: dialeto de Brasília e dialeto de Belo Horizonte. Falado em Rio Branco (capital do Acre).

- Uruguaio (não retratado no mapa) - falado no nordeste do Uruguai, próximo à fronteira com o Brasil, principalmente na região das cidades gêmeas de Rivera (Uruguai) e Santana do Livramento (Brasil). A origem deste dialeto remonta à época de disputa do domínio da região pelos reinos de Espanha e Portugal e depois entre a Províncias Unidas do Rio da Prata e o Império do Brasil. Naquela época, a propriedade dessas terras não era muito bem definida, passando das mãos de uma coroa para outra. Antes de sua independência após a Guerra da Cisplatina em 1828, o Uruguai era uma das províncias do Império Português e depois do Império do Brasil (Província Cisplatina). O português foi a única língua falada em todo o norte do Uruguai até o final do século XIX. Para assegurar a homogeneidade do país recém-formado, o governo fez um esforço para impor a língua espanhola nas comunidades lusófonas através de políticas educacionais e planeamento linguístico, e o bilinguismo tornou-se generalizado e diglóssico.[26]

### África e Ásia
Por razões históricas, os dialetos da África são geralmente mais próximos dos de Portugal do que os dialetos brasileiros, mas em alguns aspectos de sua fonologia, especialmente na pronúncia de vogais átonas, eles se assemelham mais ao português brasileiro do que ao português europeu. Eles não foram estudados tão exaustivamente quanto o português europeu e brasileiro.
Os dialectos do português asiático são semelhantes aos africanos e por isso são geralmente próximos dos de Portugal. Em Macau, o início da sílaba rótico /ʁ/ é pronunciado como uma fricativa uvular sonora [ʁ] ou trinado uvular [ʀ].

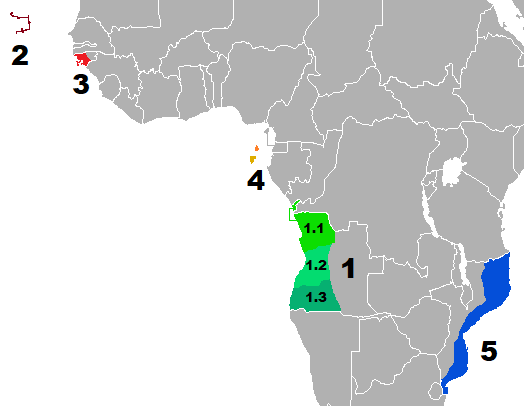
Dialetos do português africano 1 - Angolano
1.1 - Benguelense
1.2 - Luandense
1.3 - Sulista
2 - Cabo-verdiano
3 - Guineense
4 - Santomense
5 - Moçambicano

Dialetos dos Países Africanos de Língua Oficial Portuguesa.
- 1 - Angolano - Falado em Angola. Pode ser subdividido em:
  - 1.1 - Benguelense
  - 1.2 - Luandense
  - 1.3 - Sulista
- 2 - Cabo-verdiano (ouvir) - Falado em Cabo Verde
- 3 - Guineense (ouvir) - Falado em Guiné-Bissau
- 4 - Santomense (ouvir) - Falado em São Tomé e Príncipe
- 5 - Moçambicano (ouvir) - Falado em Moçambique

Dialetos da Ásia:
- Gôes - Falado em Goa, Índia
- Timorense (ouvir) - Falado no Timor-Leste
- Macaense (ouvir) - Falado em Macau, China.